# 스콧 모리슨
스콧 존 모리슨(영어: Scott John Morrison, 1968년 5월 13일 ~ )은 오스트레일리아의 정치인이자 현직 총리이다. 2018년, 오스트레일리아 자유당 대표에 선출되면서 오스트레일리아의 총리직을 수행하게 되었다. 2013년 오스트레일리아 자유당 집권 이후 이민국경보호부 장관으로 지명되었다. 2015년 9월 15일부터 2018년 8월 24일까지 재임한 오스트레일리아의 총리가 맬컴 턴불로 교체되자 재무장관으로 등용되었으며, 2018년 8월 24일 전당대회에서 승리해 오스트레일리아 자유당의 대표가 된 동시에 오스트레일리아의 신임 오스트레일리아의 총리로 취임하게 되었다.

## 역대 선거 결과
| 선거명      | 직책명               | 대수 | 정당                  | 득표율 | 득표수   | 결과 | 당락             |
| ----------- | -------------------- | ---- | --------------------- | ------ | -------- | ---- | ---------------- |
| 2007년 선거 | 하원의원 (쿡 선거구) | 42대 | 오스트레일리아 자유당 | 52.40% | 45,116표 | 1위  | 쿡 하원의원 당선 |
| 2010년 선거 | 하원의원 (쿡 선거구) | 43대 | 오스트레일리아 자유당 | 57.88% | 51,852표 | 1위  | 쿡 하원의원 당선 |
| 2013년 선거 | 하원의원 (쿡 선거구) | 44대 | 오스트레일리아 자유당 | 60.35% | 55,707표 | 1위  | 쿡 하원의원 당선 |
| 2016년 선거 | 하원의원 (쿡 선거구) | 45대 | 오스트레일리아 자유당 | 58.35% | 53,321표 | 1위  | 쿡 하원의원 당선 |
| 2019년 선거 | 하원의원 (쿡 선거구) | 46대 | 오스트레일리아 자유당 | 63.70% | 59,895표 | 1위  | 쿡 하원의원 당선 |
| 2022년 선거 | 하원의원 (쿡 선거구) | 47대 | 오스트레일리아 자유당 | 55.53% | 54,322표 | 1위  | 쿡 하원의원 당선 |